# Kolarstwo na Letnich Igrzyskach Olimpijskich 2012 – keirin mężczyzn
Keirin mężczyzn podczas Letnich Igrzysk Olimpijskich 2012 rozegrany został 7 sierpnia na torze London Velopark.

## Terminarz
| Data            | Godzina |                           |
| --------------- | ------- | ------------------------- |
| 7 sierpnia 2012 | 10:00   | Pierwsza runda            |
| 7 sierpnia 2012 | 11:19   | Pierwsza runda – repasaże |
| 7 sierpnia 2012 | 16:34   | Druga runda               |
| 7 sierpnia 2012 | 17:57   | Finały                    |

## Wyniki

### Pierwsza runda
Wyniki:
| Pozycja | Zawodnik             |
| ------- | -------------------- |
| 1.      | Chris Hoy            |
| 2.      | Simon van Velthooven |
| 3.      | Juan Peralta         |
| 4.      | Siergiej Borisow     |
| 5.      | Njisane Phillip      |
| 6.      | Kazunari Watanabe    |

| Pozycja | Zawodnik        |
| ------- | --------------- |
| 1.      | Maximilian Levy |
| 2.      | Teun Mulder     |
| 3.      | Hersony Canelón |
| 4.      | Kamil Kuczyński |
| 5.      | Shane Perkins   |
| 6.      | Zhang Miao      |

| Pozycja | Zawodnik           |
| ------- | ------------------ |
| 1.      | Mickaël Bourgain   |
| 2.      | Azizulhasni Awang  |
| 3.      | Fabian Puerta      |
| 4.      | Joseph Veloce      |
| 5.      | Denis Špička       |
| 6.      | Christos Wolikakis |

#### Repasaże
Wyniki:
| Pozycja | Zawodnik           |
| ------- | ------------------ |
| 1.      | Christos Wolikakis |
| 2.      | Juan Peralta       |
| 3.      | Njisane Phillip    |
| 4.      | Joseph Veloce      |
| 5.      | Siergiej Borisow   |
| 6.      | Zhang Miao         |

| Pozycja | Zawodnik          |
| ------- | ----------------- |
| 1.      | Kazunari Watanabe |
| 2.      | Hersony Canelón   |
| 3.      | Shane Perkins     |
| 4.      | Kamil Kuczyński   |
| 5.      | Fabian Puerta     |
| 6.      | Denis Špička      |

### Druga runda
Wyniki:
| Pozycja | Zawodnik           |
| ------- | ------------------ |
| 1.      | Chris Hoy          |
| 2.      | Azizulhasni Awang  |
| 3.      | Teun Mulder        |
| 4.      | Njisane Phillip    |
| 5.      | Juan Peralta       |
| 6.      | Christos Wolikakis |

| Pozycja | Zawodnik             |
| ------- | -------------------- |
| 1.      | Maximilian Levy      |
| 2.      | Simon van Velthooven |
| 3.      | Shane Perkins        |
| 4.      | Mickaël Bourgain     |
| 5.      | Hersony Canelón      |
| 6.      | Kazunari Watanabe    |

### Finały
Wyniki:
| Pozycja | Zawodnik             |
| ------- | -------------------- |
| złoto   | Chris Hoy            |
| srebro  | Maximilian Levy      |
| brąz    | Simon van Velthooven |
| brąz    | Teun Mulder          |
| 5.      | Shane Perkins        |
| 6.      | Azizulhasni Awang    |

| Pozycja | Zawodnik           |
| ------- | ------------------ |
| 7.      | Njisane Phillip    |
| 8.      | Mickaël Bourgain   |
| 9.      | Christos Wolikakis |
| 10.     | Juan Peralta       |
| 11.     | Kazunari Watanabe  |
| 12.     | Hersony Canelón    |